# Radona
Radona es una localidad española del municipio de Alcubilla de las Peñas, perteneciente a la provincia de Soria, en la comunidad autónoma de Castilla y León.

## Geografía
Se halla situada en el sur de la provincia y forma parte de la comarcas de la Tierra de Medinaceli, junto al municipio de Alcubilla de las Peñas, del cual depende. Pertenece al partido judicial de Almazán.
La línea de ferrocarril lo bordea casi por entero, bastante destartalada y con un triste apeadero cerrado desde los años 1980. Es la cuarta estación de la línea ferrocarril Torralba-Soria que al ser convertida en apeadero vio demolido su edificio para dejar paso a un pequeño refugio de hormigón tipo estándar.
A 11 km de la autovía Madrid-Zaragoza, por la salida de Medinaceli. La SEITT adjudica las obras del tramo “Radona-Sauquillo del Campo” de la autovía de Navarra (A-15).

## Historia

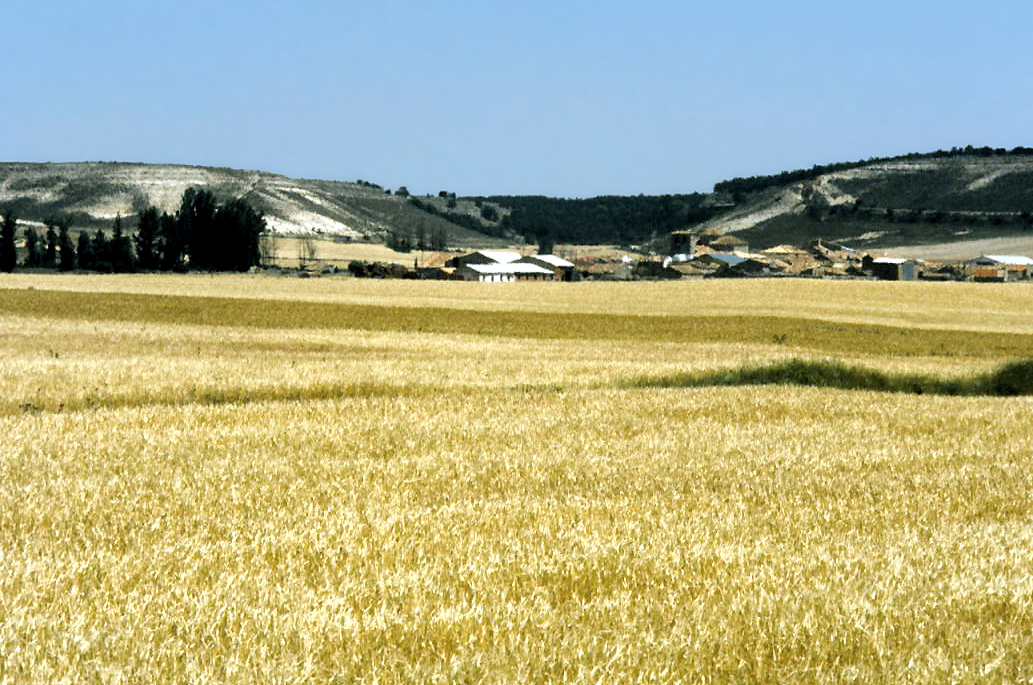
Radona en 1991

Antigua aldea de Medinaceli, a la caída del Antiguo Régimen la localidad se constituyó en municipio constitucional  en la región de Castilla la Vieja, que en el censo de 1842 contaba con 80 hogares y 318 vecinos.
A mediados del siglo XIX, el lugar contaba con una población censada de 390 habitantes. La localidad aparece descrita en el decimotercer volumen del Diccionario geográfico-estadístico-histórico de España y sus posesiones de Ultramar de Pascual Madoz de la siguiente manera:

RADONA: l. con ayunt. en la prov. de Soria (12 1/2 leg.), part. jud. de Medináceli (2), aud. terr. y c. g. de Burgos (32). dióc. de Sigüenza (5). sit. en un llano rodeado de cerros que le resguardan de los vientos N. y O.; su clima es frio y sano: tiene 96 casas; la consistorial que sirve de cárcel, y escuela de instruccion primaria, á la que concurren 50 alumnos de ambos sexos, dotada con 27 fan. de trigo, 400 rs. y las retribuciones de los discípulos; una igl. parr. (La Asuncion de Ntra. Sra.), servida por un cura y un sacristan; el cementerio se halla en posición que no ofende á la salubridad pública: el térm. confina con los de Adradas, Aguaviva, Blocona, Veltejar, y Alcubilla de las Peñas; dentro de él se encuentra una fuente de buenas aguas, que provee al vec.: una ermita (San Roque) en estado ruinoso: el terreno que participa de quebrado y llano, es áspero, pedregoso y de secano; comprende unas 300 fan. de monte arbolado de roble y encina, y 2,700 de prados y pastos naturales: caminos: los que dirigen á los pueblos limítrofes, todos de herradura y en mal estado, principalmente en tiempos lluviosos: correo: se recibe y despacha en la cab. del part.: prod.: trigo, cebada, centeno, avena, judias, garbanzos, patatas, nabos, hortalizas, frutas, cáñamo, leñas de combustible y buenos pastos, con los que se mantiene ganado lanar, cabrío, de corda, mular y asnal: ind.: la agrícola, 2 sastres, un carpintero y 2 tejedores de lienzos de cáñamo y paños ordinarios. pobl.: 98 vec., 390 almas. cap. prod.: 233,975 rs., 24 mrs. imp.: 99.651 rs. 10 mrs.
(Madoz, 1849, p. 357)

A finales del siglo XX este municipio desaparece porque se integra en el municipio Alcubilla de las Peñas, contaba entonces con 36 hogares y 108 habitantes.

## Demografía
| Gráfica de evolución demográfica de Radona entre 1842 y 1970 |
| |
| Población de derecho según los censos de población del INE Población de hecho según los censos de población del INEEntre el censo de 1981 y el anterior, este municipio desaparece porque se integra en el municipio 42008 (Alcubilla de las Peñas) |

En el año 1981 contaba con 46 habitantes, concentrados en el núcleo principal, pasando a 20 en 2009.

## Deportes
La Mítica de Radona es un evento deportivo anual que se celebra desde 2018. Consiste en una carrera de ciclismo en la que los participantes recorren diferentes circuitos que atraviesan el pintoresco entorno de la localidad.

## Medio ambiente
Localidad situada en las inmediaciones de dos LIC (Lugar de Interés Comunitario) Altos de Barahona, y ZEPA (Zona de Especial Protección para las Aves) Altos de Barahona.
Desde el punto de vista de la singularidad de la vegetación que acoge cada unidad es importante destacar la afección a los siguientes hábitats inventariados:
- 6220. Zonas subestépicas de gramíneas y anuales del Thero - Brachypodietea.
- 9240: Robledales ibéricos de Quercus faginea.
- 9340: Encinares de Quercus ilex y Quercus rotundifolia.

## Patrimonio

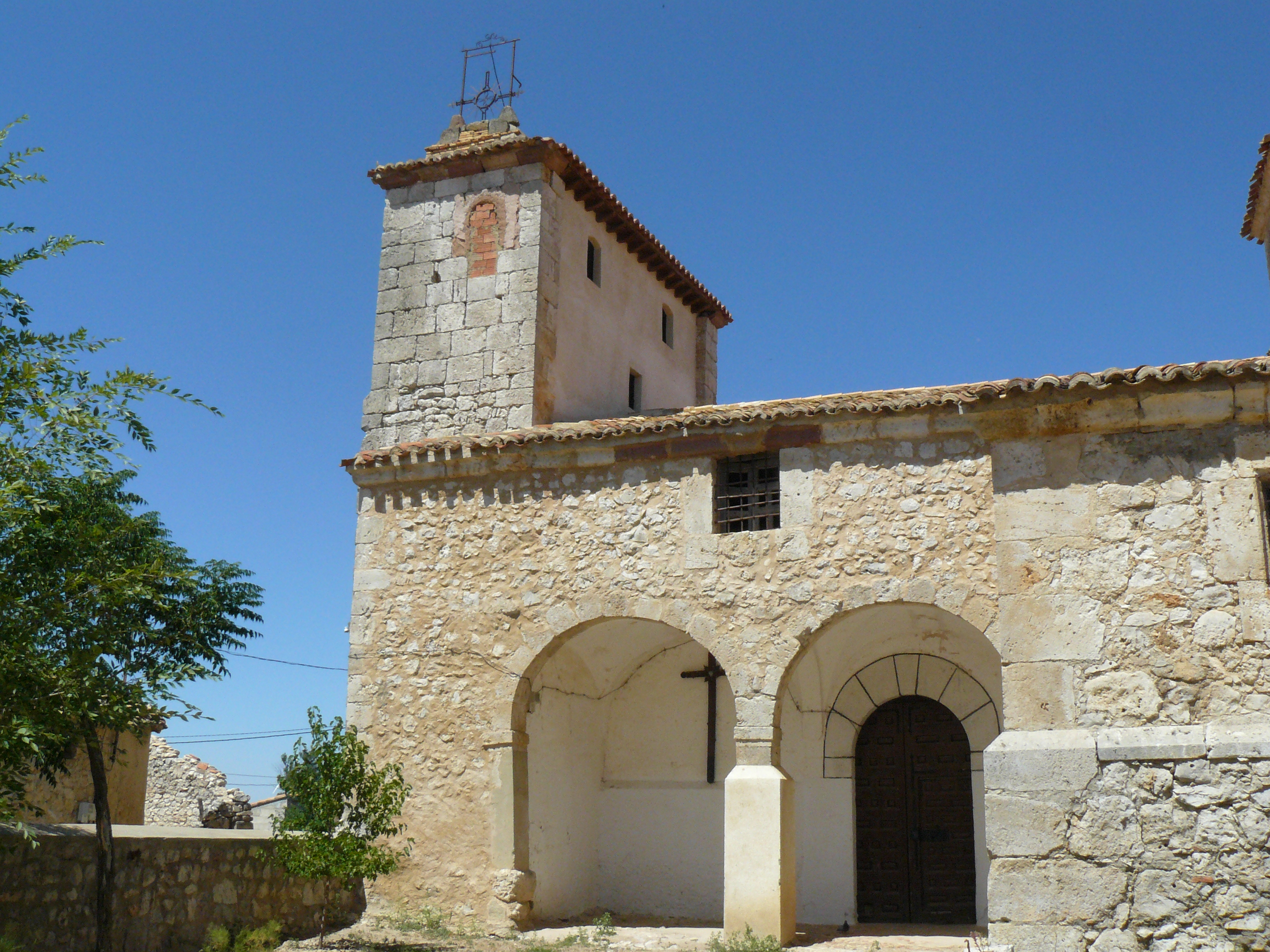
Iglesia de la Asunción

En la localidad hay una iglesia bajo la advocación de la Asunción de Nuestra Señora. No muy lejos del poblado se encuentra también la vía romana de Ocilis-Uxama, (ahora Medinaceli y Osma), que discurre por Yelo, Romanillos y Barahona, pueblos limítrofes.